# Кюнайм
Кюна́йм (фр. Kunheim) — коммуна на северо-востоке Франции в регионе Гранд-Эст (бывший Эльзас — Шампань — Арденны — Лотарингия), департамент Верхний Рейн, округ Кольмар — Рибовилле, кантон Энсисем. До марта 2015 года коммуна административно входила в состав упразднённого кантона Андольсайм (округ Кольмар).
Площадь коммуны — 11,75 км², население — 1772 человека (2006) с тенденцией к росту: 1785 человек (2012), плотность населения — 151,9 чел/км².

## Население
Численность населения коммуны в 2011 году составляла 1789 человек, а в 2012 году — 1785 человек.
| 1962 | 1968 | 1975 | 1982 | 1990 | 1999 | 2004 | 2006 | 2009 | 2011 | 2012 |
| ---- | ---- | ---- | ---- | ---- | ---- | ---- | ---- | ---- | ---- | ---- |
| 600  | 752  | 1035 | 1179 | 1313 | 1569 | 1691 | 1772 | 1764 | 1789 | 1785 |

Динамика населения:

## Экономика
В 2010 году из 1125 человек трудоспособного возраста (от 15 до 64 лет) 859 были экономически активными, 266 — неактивными (показатель активности 76,4 %, в 1999 году — 75,6 %). Из 859 активных трудоспособных жителей работали 785 человек (424 мужчины и 361 женщина), 74 числились безработными (29 мужчин и 45 женщин). Среди 266 трудоспособных неактивных граждан 61 были учениками либо студентами, 131 — пенсионерами, а ещё 74 — были неактивны в силу других причин.
На протяжении 2011 года в коммуне числилось 663 облагаемых налогом домохозяйства, в которых проживало 1740 человек. При этом медиана доходов составила 22296 евро на одного налогоплательщика.

## Достопримечательности (фотогалерея)

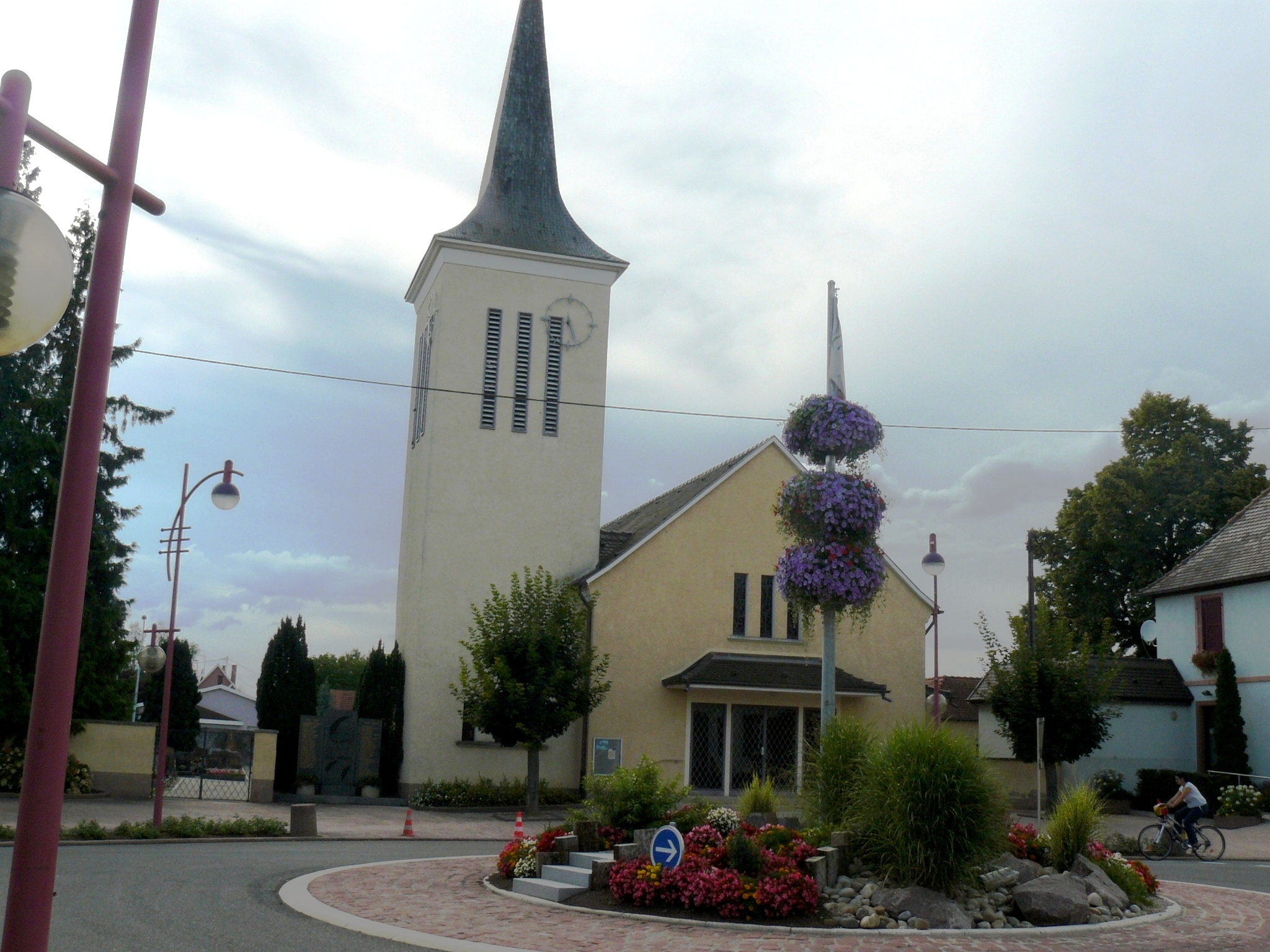
Церковь
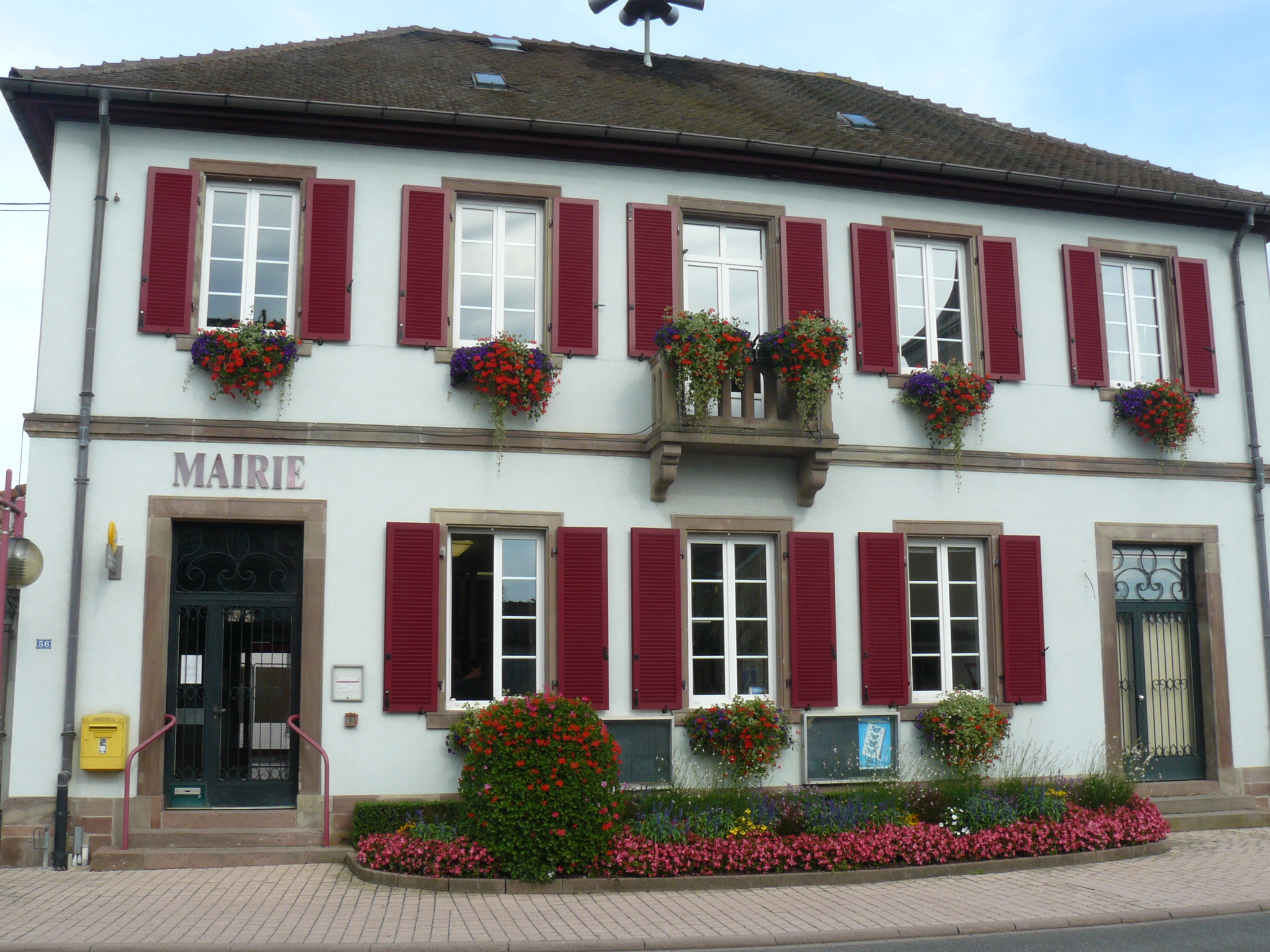
Здание мэрии
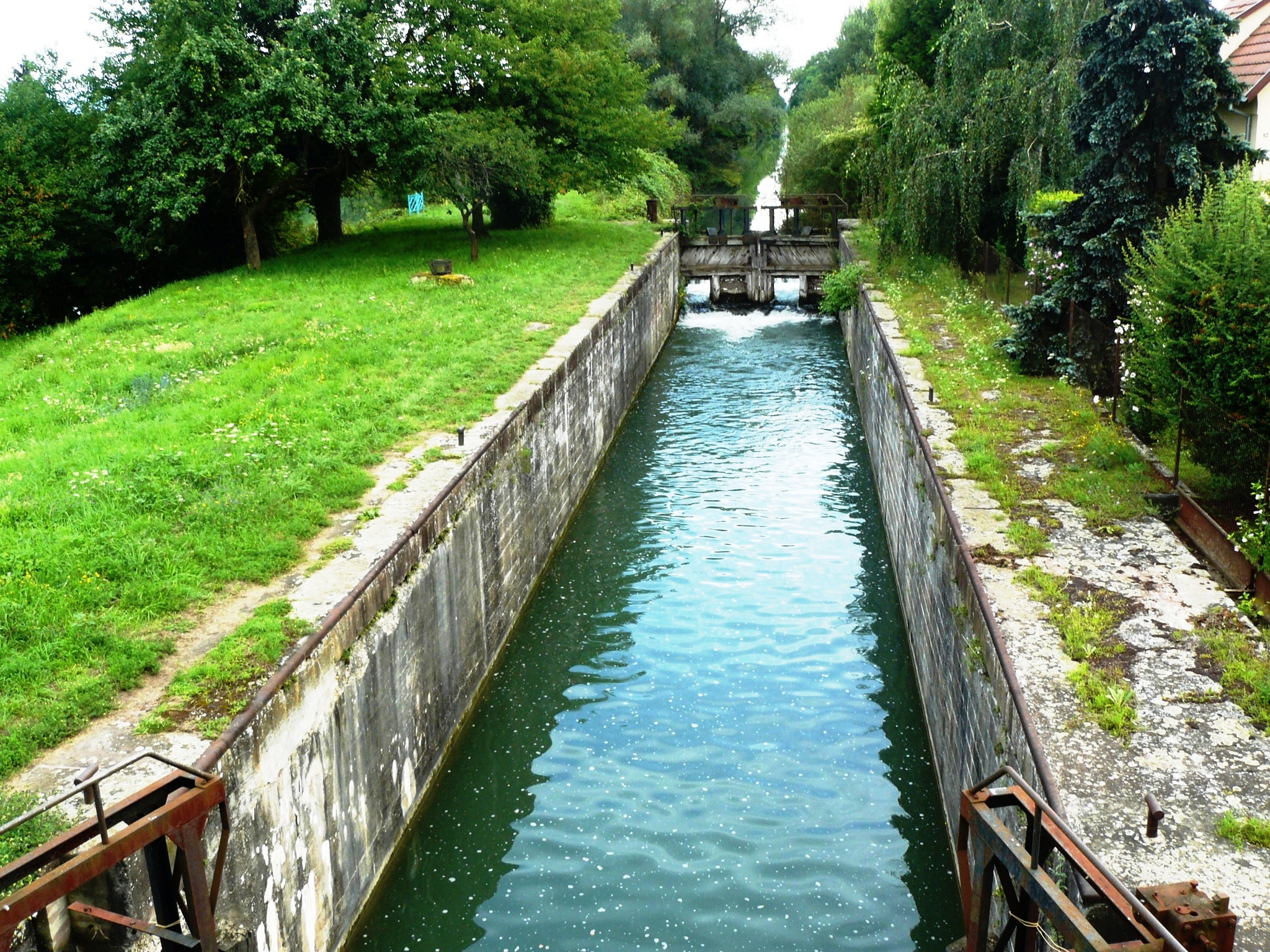
Канал де Кольмар